# Шабака
Шабака (Shabataka или Shabaka Neferkare) е нубийски фараон от кушитската Двадесет и пета династия на Древен Египет през Трети преходен период на Древен Египет. Управлява Нубия и Египет през 721 – 707/6 г. пр.н.е.

## Произход и управление
Син е на кушитския цар Кашта и вероятно брат или син на Пианхи, когото наследява като владетел на Нубия (Мерое, в дн. Северен Судан).
Шабака консолидира царството, премества столицата в Тива, разширява владенията си в Долен Египет, слагайки край на 22-рата династия, 23-та династия и 24-та династия (ок. 716/5 г. пр.н.е.).
Наследен е от Шабатака.